# Salvadora deserticola
Salvadora deserticola är en ormart som beskrevs av Schmidt 1940. Salvadora deserticola ingår i släktet Salvadora och familjen snokar. Inga underarter finns listade i Catalogue of Life.
Arten förekommer i delstaterna Arizona, New Mexico och Texas i södra USA samt i delstaterna Sonora, Chihuahua och Sinaloa i Mexiko. Honor lägger ägg.